# المليونيرة الصغيرة (فلم)
المليونيرة الصغيرة فيلم مصري من إنتاج عام 1948.
هذا الفيلم هو أول فيلم يخرجه كمال بركات. ولم يخرج بعده سوى فيلم أرواح هائمة عام 1949.

## قصة الفيلم
الحب أسمى معاني الحياة ..هذا ما حاولت الفتاة (فاتن حمامة) إقناع جدتها التركية (ماري منيب) به عندما رفضت في بدء الأمر الموافقة على فكرة زواجها من ضابط طيار تعلقت بحبه وذلك للفارق الاجتماعي بينهما إلى أن تتراجع الجدة عن رأيها وتعدل في وصيتها، تموت الجدة وعندما يعلم الضابط أن فتاته أصبحت ثرية يتراجع عن خطبتها حتى لا تظن أنه يطمع في مالها ولكنها تقنعه بخطأ تفكيره فهي تثق بصدق عواطفه ويتزوجان.

## بطولة
- فاتن حمامة
- ماري منيب
- رشدي أباظة
- فؤاد شفيق
- لولا صدقي
- عبد السلام النابلسي

## روابط خارجية
- المليونيرة الصغيرة على موقع IMDb (الإنجليزية)
- المليونيرة الصغيرة على موقع الدهليز
- المليونيرة الصغيرة على موقع قاعدة بيانات الأفلام العربية